# Nanjikottai
Nanjikottai é uma panchayat (vila) no distrito de Thanjavur, no estado indiano de Tamil Nadu.

## Demografia
Segundo o censo de 2001,  Nanjikottai  tinha uma população de 21,898 habitantes. Os indivíduos do sexo masculino constituem 50% da população e os do sexo feminino 50%. Nanjikottai tem uma taxa de literacia de 81%, superior à média nacional de 59.5%: a literacia no sexo masculino é de 86% e no sexo feminino é de 76%. Em Nanjikottai, 9% da população está abaixo dos 6 anos de idade.